# Dan Gurney
Daniel Sexton Gurney, mais conhecido por Dan Gurney (Port Jefferson, 13 de abril de 1931 - Newport Beach,14 de janeiro de 2018) foi um automobilista estadunidense e construtor e diretor de equipes.
Gurney também ganhou corridas na  Indy Car, NASCAR, Can-Am e Trans-Am Series. Gurney foi o primeiro dos três pilotos que venceram corridas em carros esportivos (1958), Fórmula 1 (1962), NASCAR (1963) e IndyCar (1967) - os outros dois sendo Mario Andretti e Juan Pablo Montoya. 
Na Fórmula 1 inclusive venceu, no Grande Prêmio da Bélgica de 1967 em Spa-Francorchamps como construtor e piloto ao mesmo tempo, o conjunto da equipe era Eagle-Weslake e largou do 2º lugar. 
Além disso, Gurney venceu as 24 Horas de Le Mans de 1967 com A.J. Foyt, ele espontaneamente pulverizou champanhe ao comemorar no pódio, além desta tradição, ele também foi o primeiro a colocar uma simples extensão de ângulo reto(ângulo de 90 graus) sobre a borda direita superior da asa traseira. Este dispositivo, chamado de Gurney flap (a nomenclatura em inglês), aumenta a pressão aerodinâmica e, se bem projetado, impõe apenas um aumento relativamente pequeno na aerodinâmica. No Grande Prêmio da Alemanha de 1968 (Fórmula 1) ele se tornou o primeiro piloto a usar um capacete cobrindo toda a face nas corridas de Grande Prêmio. 
Além disso, Gurney como dono de equipe entrou na história da tradição da Indianapolis Motor Speedway como vencedor das 500 Milhas de Indianápolis de 1975, vencido pelo piloto Bobby Unser, com Gurney como dono de equipe.

## Carreira

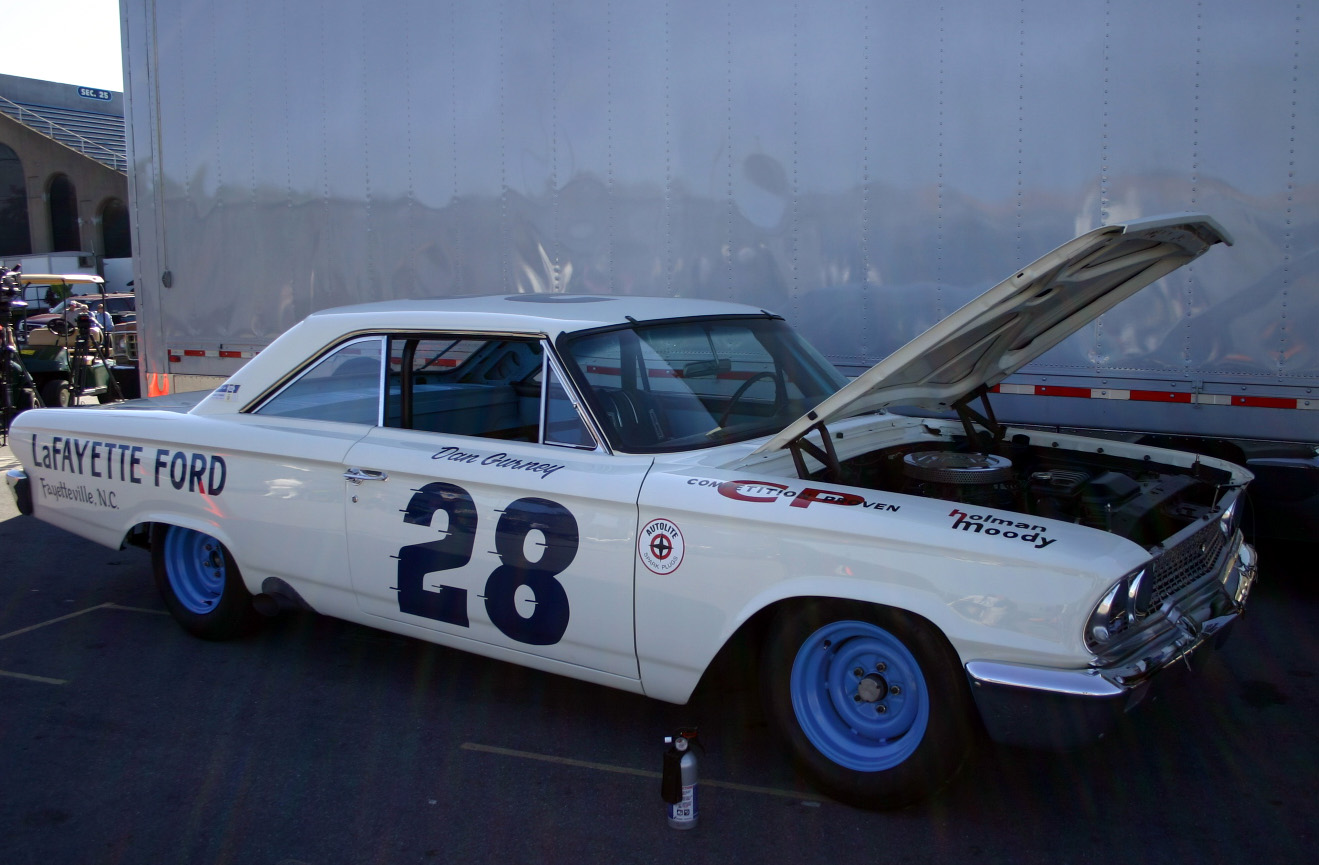
Carro de Dan Gurney na NASCAR em 1963.

Embora ele nasceu em Port Jefferson, Nova Iorque, Gurney se mudou para Califórnia, quando era adolescente.
Sem contar com as 500 milhas de Indianápolis entre 1950 e 1960, é o segundo piloto americano com mais vitórias na Fórmula 1, com quatro, atrás de Mario Andretti e como o americano com mais pódios com 19. Ele foi o quarto e quinto na temporada de 1962 e sétimo na temporada de 1963, sexto em temporada de 1964, temporada de 1959 e temporada de 1961 e temporada de 1965 e oitavo em temporada de 1967.
Ele chegou a segunda nas 500 milhas de Indianápolis de 1968 e 1969 e o terceiro em 1970, sem ganhar qualquer uma de suas nove performances. No campeonato nacional na USAC ele alcançou sete vitórias e 16 pódios, resultando em quarto lugar no campeonato de 1969 e sétimo em 1968.
Ele também competiu em 16 corridas da NASCAR Cup Series, triunfando em cinco deles, todos, exceto uma, em  Riverside.
Em corrida de  carros de resistência, Gurney co-pilotou e venceu com A. J. Foyt não somente as 1967, como outras edições desta corrida de resistência, assim como 12 Horas de Sebring de 1959 ao lado de Chuck Daigh, bem como corridas de Can-Am e o Trans-Am. Em sua vitória nas 24 horas de Le Mans, Gurney iniciou a tradição que os vencedores tomam banho com champanhe sobre os pódios de automobilismo e outras disciplinas desportivas.

## Resultados na Fórmula 1
(Legenda: Corridas em negrito indica pole position; corridas em itálico indica volta mais rápida)
| Temporada | Entrada                        | Chassis        | Motor            | 1       | 2       | 3       | 4       | 5       | 6       | 7       | 8       | 9       | 10      | 11      | 12      | Pts | Pos |
| --------- | ------------------------------ | -------------- | ---------------- | ------- | ------- | ------- | ------- | ------- | ------- | ------- | ------- | ------- | ------- | ------- | ------- | --- | --- |
| 1970      | Bruce McLaren Motor Racing     | McLaren M14A   | Ford Cosworth V8 |         |         |         |         | HOL Ret | FRA 6º  | GBR Ret |         |         |         |         |         | 1   | 24º |
| 1968      | Anglo American Racers          | Eagle T1G      | Weslake V12      | AFS Ret |         | MON Ret |         |         |         | GBR Ret | ALE 9º  | ITA Ret |         |         |         | 3   | 21º |
| 1968      | Anglo American Racers          | McLaren M7A    | Ford Cosworth V8 |         |         |         |         |         |         |         |         |         | CAN Ret | EUA 4º  | MEX Ret | 3   | 21º |
| 1968      | Brabham Racing Organisation    | Brabham BT24   | Repco V8         |         |         |         |         | HOL Ret |         |         |         |         |         |         |         | 3   | 21º |
| 1967      | Anglo American Racers          | Eagle T1F      | Weslake V12      | AFS Ret |         |         |         |         |         |         |         |         |         |         |         | 13  | 8º  |
| 1967      | Anglo American Racers          | Eagle T1G      | Weslake V12      |         | MON Ret | HOL Ret | BEL 1º  | FRA Ret | GBR Ret | ALE Ret | CAN 3º  | ITA Ret | EUA Ret | MEX Ret |         | 13  | 8º  |
| 1966      | Anglo American Racers          | Eagle T1F      | Climax V8        |         | BEL Ret | FRA 5º  | GBR Ret | HOL Ret | ALE 7º  |         |         | MEX 5º  |         |         |         | 4   | 12º |
| 1966      | Anglo American Racers          | Eagle T1G      | Weslake V12      |         |         |         |         |         |         | ITA Ret | EUA Ret |         |         |         |         | 4   | 12º |
| 1965      | Brabham Racing Organisation    | Brabham BT11   | Climax V8        | AFS Ret |         | BEL 10º | FRA Ret | GBR 6º  | HOL 3º  | ALE 3º  | ITA 3º  | EUA 2º  | MEX 2º  |         |         | 25  | 4º  |
| 1964      | Brabham Racing Organisation    | Brabham BT7    | Climax V8        | MON Ret | HOL Ret | BEL 6º  | FRA 1º  | GBR 13º | ALE 10º | AUT Ret | ITA 10º | EUA Ret | MEX 1º  |         |         | 19  | 6º  |
| 1963      | Brabham Racing Organisation    | Brabham BT7    | Climax V8        | MON Ret | BEL 3º  | HOL 2º  | FRA 5º  | GBR Ret | ALE Ret | ITA 14º | EUA Ret | MEX 6º  | AFS 2º  |         |         | 19  | 5º  |
| 1962      | Porsche System Engineering     | Porsche 804    | Porsche F8       | HOL Ret | MON Ret |         | FRA 1º  | GBR 9º  | ALE 3º  | ITA Ret | EUA 5º  |         |         |         |         | 15  | 5º  |
| 1962      | Autosport Team Wolfgang Seidel | Lotus 24       | BRM V8           |         |         | BEL DNS |         |         |         |         |         |         |         |         |         | 15  | 5º  |
| 1961      | Porsche System Engineering     | Porsche 718    | Porsche F4       | MON 5º  |         | BEL 6º  | FRA 2º  | GBR 7º  | ALE 7º  | ITA 2º  | EUA 2º  |         |         |         |         | 21  | 4º  |
| 1961      | Porsche System Engineering     | Porsche 787    | Porsche F4       |         | HOL 10º |         |         |         |         |         |         |         |         |         |         | 21  | 4º  |
| 1960      | Owen Racing Organisation       | BRM P48        | BRM L4           |         | MON Ret |         | HOL Ret | BEL Ret | FRA Ret | GBR 10º | POR Ret |         | EUA Ret |         |         | 0   | NC  |
| 1959      | Scuderia Ferrari               | Ferrari 246 F1 | Ferrari V6       |         |         |         | FRA Ret |         | ALE 2º  | POR 3º  | ITA 4º  |         |         |         |         | 13  | 7º  |

#### Estatísticas na Fórmula 1
| Temporada | Equipe                      | Chassi             | Motor                | Corridas | Vitórias | Segundos | Terceiros | Poles | Voltas mais rápidas | Pontos | Posição |
| --------- | --------------------------- | ------------------ | -------------------- | -------- | -------- | -------- | --------- | ----- | ------------------- | ------ | ------- |
| 1959      | Scuderia Ferrari            | Ferrari Dino 246F1 | Ferrari 2.4 V6       | 4        | −        | 1        | 1         | −     | −                   | 13     | 7º      |
| 1960      | Owen Racing Organisation    | BRM P48            | BRM 2.5 L4           | 7        | −        | −        | −         | −     | −                   | −      | NC      |
| 1961      | Porsche System Engineering  | Porsche 718        | Porsche 1.5 F4       | 6        | −        | 2        | −         | −     | −                   | 21     | 4º      |
| 1961      | Porsche System Engineering  | Porsche 787        | Porsche 1.5 F4       | 2        | −        | 1        | −         | −     | −                   | 21     | 4º      |
| 1962      | Porsche System Engineering  | Porsche 804        | Porsche 1.5 F8       | 7        | 1        | −        | 1         | 1     | −                   | 15     | 5º      |
| 1963      | Brabham Racing Organisation | Brabham BT7        | Climax 1.5 V8        | 10       | −        | 2        | 1         | −     | 1                   | 19     | 5º      |
| 1964      | Brabham Racing Organisation | Brabham BT7        | Climax 1.5 V8        | 10       | 2        | −        | −         | 2     | 2                   | 19     | 6º      |
| 1965      | Brabham Racing Organisation | Brabham BT11       | Climax 1.5 V8        | 9        | −        | 2        | 3         | −     | 1                   | 25     | 4º      |
| 1966      | Anglo American Racers       | Eagle Mk1          | Climax 2.8 L4        | 6        | −        | −        | −         | −     | −                   | 4      | 12º     |
| 1966      | Anglo American Racers       | Eagle Mk1          | Weslake 3.0 V12      | 2        | −        | −        | −         | −     | −                   | 4      | 12º     |
| 1967      | Anglo American Racers       | Eagle Mk1          | Climax 2.8 L4        | 1        | −        | −        | −         | −     | −                   | 13     | 8º      |
| 1967      | Anglo American Racers       | Eagle Mk1          | Weslake 3.0 V12      | 10       | 1        | −        | 1         | −     | 2                   | 13     | 8º      |
| 1968      | Anglo American Racers       | Eagle Mk1          | Weslake 3.0 V12      | 5        | −        | −        | −         | −     | −                   | 3      | 21º     |
| 1968      | Anglo American Racers       | McLaren M7A        | Ford-Cosworth 3.0 V8 | 3        | −        | −        | −         | −     | −                   | 3      | 21º     |
| 1968      | Brabham Racing Organisation | Brabham BT24       | Repco 3.0 V8         | 1        | −        | −        | −         | −     | −                   | 3      | 21º     |
| 1970      | Bruce McLaren Motor Racing  | McLaren M14A       | Ford-Cosworth 3.0 V8 | 3        | −        | −        | −         | −     | −                   | 1      | 24º     |
| Total     | Total                       | Total              | Total                | 86       | 4        | 8        | 7         | 3     | 6                   | 133    |         |

## Outros resultados

### Vitórias da Fórmula 1
| - Grande Prêmio da França de 1962 (Rouen) - Grande Prêmio da França de 1964 (Rouen) | - Grande Prêmio do México de 1964 (Autódromo Hermanos Rodríguez) - Grande Prêmio da Bélgica de 1967 (Spa-Francorchamps) |

### 500 Milhas de Indianápolis
| Ano  | Equipe                | Chassi   | Motor       | Largada | Resultado |
| ---- | --------------------- | -------- | ----------- | ------- | --------- |
| 1962 | Mickey Thompson       | Thompson | Buick       | 8º      | 20º       |
| 1963 | Team Lotus (Overseas) | Lotus 29 | Ford        | 12º     | 7º        |
| 1964 | Team Lotus (Overseas) | Lotus 34 | Ford        | 6º      | 17º       |
| 1965 | All-American Racers   | Lotus 38 | Ford        | 3º      | 26º       |
| 1966 | All-American Racers   | Eagle 66 | Ford        | 19º     | 27º       |
| 1967 | All-American Racers   | Eagle 67 | Ford        | 2º      | 21º       |
| 1968 | All-American Racers   | Eagle 68 | Ford        | 10º     | 2º        |
| 1969 | All-American Racers   | Eagle 69 | Ford        | 10º     | 2º        |
| 1970 | All-American Racers   | Eagle 70 | Offenhauser | 11º     | 3º        |

### 500 Milhas de Daytona
| Ano  | Equipe               | Montadora | Classificação | Resultado |
| ---- | -------------------- | --------- | ------------- | --------- |
| 1962 | Holman-Moody         | Ford      | 7             | 27        |
| 1963 | Holman-Moody         | Ford      | 11            | 5         |
| 1964 | Wood Brothers Racing | Ford      | 20            | 14        |

### 24 Horas de Le Mans[6]
| Ano  | Equipe                                  | Nº | Co-Pilotos    | Carros                 | Classe  | Voltas | Geral | Posição Na Classe |
| ---- | --------------------------------------- | -- | ------------- | ---------------------- | ------- | ------ | ----- | ----------------- |
| 1958 | North American Racing Team              | 18 | Bruce Kessler | Ferrari 250 TR         | S 3.0   | 64     | DNF   | DNF               |
| 1959 | Scuderia Ferrari                        | 12 | Jean Behra    | Ferrari 250 TR/59      | S 3.0   | 129    | DNF   | DNF               |
| 1960 | B.S. Cunningham                         | 6  | Walt Hansgen  | Jaguar E2A             | S 3.0   | 89     | DNF   | DNF               |
| 1961 | Porsche System Engineering              | 30 | Jo Bonnier    | Porsche 718/4 RS Coupe | S 2.0   | 262    | DNF   | DNF               |
| 1962 | Scuderia SSS Republica di Venezia       | 15 | Jo Bonnier    | Ferrari 250 TRI/61     | E 3.0   | 30     | DNF   | DNF               |
| 1963 | North American Racing Team              | 11 | Jim Hall      | Ferrari 330 LMB        | P +3.0  | 126    | DNF   | DNF               |
| 1964 | Shelby-American Inc.                    | 5  | Bob Bondurant | Shelby Cobra Daytona   | GT +3.0 | 334    | 4º    | 1º                |
| 1965 | Shelby American                         | 9  | Jerry Grant   | AC Cobra Daytona Coupé | GT 5.0  | 204    | DNF   | DNF               |
| 1966 | Shelby American                         | 3  | Jerry Grant   | Ford GT40 Mk.II        | P+5.0   | 257    | DNF   | DNF               |
| 1967 | Ford Motor Company Shelby-American Inc. | 1  | A. J. Foyt    | Ford Mk IV             | P+5.0   | 388    | 1º    | 1º                |

### 24 Horas de Daytona
| Ano  | Equipe                     | Nº | Co-Pilotos    | Chassi                | Classe | Voltas | Posição Final | Posição Na Classe |
| ---- | -------------------------- | -- | ------------- | --------------------- | ------ | ------ | ------------- | ----------------- |
| 1962 | Frank Arciero              | 96 | -             | Lotus 19 Monte Carlo  | S 2.5  | 82     | 1º            | 1º                |
| 1963 | Shelby American            | 98 | -             | Shelby Cobra 260 Mk I | GT 5.0 | 48     | DNF           | DNF               |
| 1964 | Shelby American Inc.       | 16 | Bob Johnson   | Shelby Cobra          | GT+2.0 | 311    | 4º            | 4º                |
| 1965 | All American Racers        | 44 | Jerry Grant   | Lotus 19 J            | SR     | 211    | DNF           | DNF               |
| 1966 | Shelby American Inc.       | 97 | Jerry Grant   | Ford Mk II            | P+2.0  | 670    | 2º            | 2º                |
| 1970 | North American Racing Team | 25 | Chuck Parsons | Ferrari 512 S         | S 5.0  | 464    | DNF           | DNF               |

### 12 Horas de Sebring
| Ano  | Equipe                     | Nº | Co-Pilotos                              | Pneus                           | Classe | Voltas | Posição Final | Posição Na Classe |
| ---- | -------------------------- | -- | --------------------------------------- | ------------------------------- | ------ | ------ | ------------- | ----------------- |
| 1958 | Howard Hanna               | 62 | Howard Hanna                            | D.B. HBR Panhard                | S750   | 143    | DNF           | DNF               |
| 1959 | Scuderia Ferrari           | 7  | Chuck Daigh Phil Hill Olivier Gendebien | Ferrari 250 Testa Rossa 59      | S 3.0  | 188    | 1º            | 1º                |
| 1960 | Camoradi USA               | 23 | Stirling Moss                           | Maserati Tipo 61                | S 3.0  | 136    | DNF           | DNF               |
| 1961 | Porsche Auto               | 49 | Jo Bonnier                              | Porsche 718 RS 61               | S 2.0  | -      | DNF           | DNF               |
| 1962 | Porsche System Engineering | 48 | Bob Holbert                             | Porsche 356B Carrera Abarth GTL | GT 1.6 | 188    | 7º            | 1º                |
| 1963 | Shelby American, Inc.      | 15 | Phil Hill                               | Shelby Cobra                    | GT+4.0 | 163    | 29º           | 5º                |
| 1964 | Shelby American Corp.      | 11 | Bob Johnson                             | Shelby Cobra                    | GT 5.0 | 191    | 10º           | 5º                |
| 1965 | All American Racers, Inc.  | 23 | Jerry Grant                             | Lotus 19 J                      | SR+2.0 | 43     | DNF           | DNF               |
| 1966 | Shelby American Inc.       | 2  | Jerry Grant                             | Ford Mk II                      | P+5.0  | 227    | DSQ           | DSQ               |
| 1970 | Equipe Matra-Simca Elf     | 35 | François Cevert                         | Matra MS650                     | P 3.0  | 213    | 12º           | 8º                |